# Linia kolejowa nr 156
Linia kolejowa nr 156 – pierwszorzędna, prawie w całości dwutorowa, zelektryfikowana linia kolejowa znaczenia państwowego łącząca stację Bukowno ze stacją Jaworzno Szczakowa. Wybudowana w latach 1935–1936. Od marca 2022 roku linia obsługuje regionalny ruch pociągów pasażerskich relacji Olkusz – Kraków Główny.